# Cajun Dance Party
 Cajún Dance Party fue una banda formada en Londres, Inglaterra. La banda entró en vigor cuando el guitarrista Robbie Daniel invitó a Blumberg, Max Bloom, William Vignoles y Vicky Freund para empezar a ensayar juntos, inicialmente participaron en su escuela en una "batalla de bandas" en 2005. En sus primeras prácticas de la banda, los 15 años de edad comenzó a trabajar en sus primeras cuatro canciones, "The Next Untouchable", "Amylase" 'y "Buttercups", que se registraron como "demos" y presentó en su myspace.
La banda tocó sus primeras muestra en el oeste de Londres, actuando en el bar debajo del estadio del Brentford FC. El organizador del evento, Keith Anderson, comenzó a gestionar la banda poco después. Su primer sencillo, "The Next Untouchable", fue lanzado el sello discográfico de Anderson como una edición limitada de 7 "único, con 500 copias de su puesta en producción.
Cajún Danza del Partido álbum debut fue titulado "The Colourful Life", y fue puesto en venta en abril de 2008. La banda grabó el álbum en sesiones con Bernard Butler en el estudio de grabación, West Heath Yard, propiedad de Edwyn Collins. «West Heath Patio 'también fue una parodia la industria de la música que se transmitió por un corto tiempo en el canal 4 en 1999. 
El disco consta de 9 temas, con sencillos como "The Colourful Life", "The Race" y "Amylase". El álbum estuvo en cuarto y quinto puesto en las listas musicales.
La banda ha hecho muchas apariciones en festivales en el Reino Unido y en el extranjero, actuando en festivales tales como Glastonbury, Oxegen, T in the Park, Summersonic Festival en Japón y Les Inrocks en Francia. La primera nueva canción que se escuchó después de "Colourful Life" que se llama "Five Days".
En 2009, la banda estaba trabajando en su segundo álbum pero finalmente Max Bloom y Daniel Blumberg dejaron la banda para incorporarse a Yuck.

## Componentes
- Daniel Blumberg: Cantante
- Robbie Stern: Guitarra
- Max Bloom: Bajo y coros
- Vicky Freund: Teclados y coros
- Will Vignoles: Batería

## Discografía
- The Next Untouchable (single),
- Amylase (single),
- The Colourful Life(LP),
- The Race (single),
- Colourful Life (single).